# 5302-es mellékút (Magyarország)
Az 5302-es mellékút egy csaknem 43 kilométeres hosszúságú, négy számjegyű mellékút Bács-Kiskun vármegye területén; Izsákot köti össze Kiskunfélegyházával. Jelentősége abban rejlik, hogy Kiskunfélegyházát és környékét összeköti az 52-es úttal és a Dunántúllal Kecskemét érintése nélkül.

## Nyomvonala
Az 5301-es útból ágazik ki, nem sokkal annak a 20. kilométere után, Izsák központjának déli részén, nagyjából az 5301-es által addig követett délkeleti irányban. Orgoványi utca néven húzódik a belterület déli széléig, amit nagyjából 700 méter után ér el; a város területét 4,6 kilométer után hagyja el, onnét Orgovány területén húzódik. E település első házait 9,2 kilométer után éri el, a Kossuth Lajos utca nevet felvéve; a központban találkozik az 5303-as úttal, amely ott ágazik el Kiskőrös felé.
Bő két kilométernyi hosszan közös szakaszon húzódnak, itt leginkább kelet felé, kilométer-számozás tekintetében egymással ellentétes irányban számozódva, de változatlan néven; együtt érik el Orgovány belterületének keleti szélét is, az 5302-es út kilométer-számozása tekintetében majdnem pontosan 11. kilométer után. Nem sokkal ezután az út eléri az egykori kecskeméti kisvasúthoz tartozó Kecskemét–Kiskőrös-vasútvonal nyomvonalát és amellé simul, egy darabig a vágányok északi oldalán halad, majd kicsivel azután, hogy elérte a Kiskunsági Nemzeti Park Orgoványi rétek nevű részterületének délnyugati szélét, elválik az 5303-as úttól (az Helvécia felé folytatódik) és visszatér a korábban követett délkeleti irányához. Ott szinte azonnal keresztezi a vasúti nyomvonalat, később újból keletebbi irányt vesz, de csak a 16+350-es kilométerszelvénye táján hagyja el teljesen Orgovány területét.
Jakabszállás határai közt folytatódik, 19,5 kilométer után találkozik az 54-es főúttal, mellyel a település központjáig, tehát közel két kilométeren át ismét közös szakasza következik, a kilométer-számozás tekintetében ismét csak ellenkező irányt követve. A szétválásig az Ady Endre utca nevet viselik, együtt keresztezik a kecskeméti kisvasút 149-es számú Kecskemét–Kiskunmajsa-vasútvonalának nyomvonalát, s az 5302-es csak ezután válik újra külön a főúttól, ismét délkeleti irányba fordulva, Petőfi Sándor utca néven. Innentől tulajdonképpen kissé szabálytalanul viseli számát, mivel az 54-es út ezen oldalán található mellékutak száma általában 54-essel kezdődik.
22,5 kilométer után ér ki az előbbi község belterületéről, 27,7 kilométer után pedig Fülöpjakab területére lép. Nagyjából a 31. és 32. kilométerei között halad át e falu lakott részei között, a belterületet északkelet felé hagyja el, 32,8 kilométer után pedig egy elágazáshoz ér. A tovább egyenesen vezető út az 5401-es útszámot viseli, és itt ér véget, Városföld déli határától Kunszálláson át idáig húzódva, az 5302-es út pedig délkeletnek indul tovább, Fülöpjakab és Kunszállás határvonalát kísérve.
35,4 kilométer után egy egészen rövid szakaszon érinti az út Bugac határszélét, majd ahol beletorkollik dél felől az 54 125-ös számú mellékút Kiskunfélegyháza Halesz, Öreggalambos, Felsőgalambos és Szabadhegy nevű külterületi városrészei irányából, onnan e város területén folytatódik. 38,3 kilométer után – csomóponttal, felüljárón – keresztezi az M5-ös autópályát, nem messze annak 108-as kilométerétől, majd szinte pontosan a 40. kilométerénél kiágazik belőle az 54 102-es számú mellékút Bugac irányába.
A 40+350-es kilométerszelvénye táján, körforgalmú csomóponttal keresztezi az 542-es főutat, majdnem pontosan annak 3+500-as kilométerszelvényénél, majd 41 kilométer megtétele után átszeli előbb a Cegléd–Szeged-vasútvonal, majd a Kiskunfélegyháza–Kunszentmárton-vasútvonal vágányait is. Onnantól Kossuthváros belterületének délnyugati szélét követve húzódik, Izsáki út néven, elhalad Kiskunfélegyháza vasútállomás létesítményeinek közelében, utolsó szakaszát pedig Erdélyváros városrész nyugati határát követve teljesíti, Majsai út néven. Így is ér véget, a Halasi út kereszteződésében, amely korábban vélhetően szintén országos közút, talán a 4625-ös út része lehetett, de ma már számozatlan önkormányzati útnak minősül. Egyenes folytatása az 5403-as út.
Teljes hossza, az országos közutak térképes nyilvántartását szolgáló kira.gov.hu adatbázisa szerint 42,830 kilométer.

## Története
1934-ben a kereskedelem- és közlekedésügyi miniszter 70 846/1934. számú rendelete a teljes mai hosszában harmadrendű főúttá nyilvánította, 521-es útszámozással.

## Települések az út mentén
- Izsák
- Orgovány
- Jakabszállás
- Fülöpjakab
- (Kunszállás)
- (Bugac)
- Kiskunfélegyháza